# Gailard Sartain
Gailard Sartain (ur. 18 września 1946 w Tulsie, zm. 17 czerwca 2025) – amerykański aktor i ilustrator.

## Życiorys
Syn Elizabeth Bell Sartain i Gailarda Sartaina. Ukończył studia na University of Tulsa, następnie pracował jako ilustrator; wśród jego prac znalazły się ilustracje do ogólnokrajowych czasopism, utworzył także okładkę albumu Will O' the Wisp Leona Russella. W latach 70. był prowadzącym programu The Uncanny Film Festival and Camp Meeting, gdzie pod pseudonimem artystycznym Mazeppa Pompazoidi występował jako czarodziej.

## Filmografia[2]
- Hee Haw
- The Buddy Holly Story jako The Big Bopper (1978)
- Outsiderzy (1983)
- Ernest jedzie na biwak jako Jake (1987)
- Ernest ratuje Święta (1988)
- Missisipi w ogniu (1988)
- Ernest idzie do więzienia (1990)
- Smażone zielone pomidory (1991)
- Forrest Gump (1994)
- Patriota (1998)